# مانیتور دیلویت
مانیتور دیلویت (انگلیسی: Monitor Deloitte) شرکت مشاور مدیریت آمریکایی است، که در سال ۱۹۸۳ توسط مایکل پورتر تأسیس شد.